# Antònia Carré i Pons
Antònia Carrè i Pons (Terrassa, 1960) és una filòloga medievalista i escriptora catalana, coneguda com a experta en l'obra Espill de l'autor medieval Jaume Roig. Es va doctorar en filologia catalana per la Universitat de Barcelona el 1992. Col·labora amb la secció cultural d'El Punt Avui i va col·laborar amb el diari Ara.

## Obres destacades
Ficció
- I què faràs ara, Clara (2001)
- Abecedari ignot (2005), poesia
- Jo també vull ser funcionari (2010), sàtira[4]
- Rellotges en temps de pluja (2014)
- És l'amor que mou el cel i les estrelles (2015), una novel·la històrica que parla de les peripècies del manuscrit únic de l'Espill de Jaume Roig
- L'aspiradora de Ramon Llull (2016)
- Com s'esbrava la mala llet (2018)
- El llibre d'Elionor (2022)
- El càsting (Club Editor, 2024)
- La gran família (Club Editor, 2025)

No-ficció
- Regiment de sanitat per al rei d'Aragó, 2017, edició crítica[5]
- Espill de Jaume Roig (2006)[6][7]